# Radisson Collection
Radisson Collection (zuvor Quorvus Collection) ist eine Marke, unter der die Radisson Hotel Group und Choice Hotels International Hotels, Resorts und Apartments im Fünf-Sterne-Bereich betreiben.
Zu Radisson Collection gehören einige bekannte Hotels und besondere Gebäude: Wegen des berühmten Designs des Architekten Arne Jacobsen ist das Radisson Collection Hotel, Royal Copenhagen (vormals SAS Hotel), gebaut im Internationalen Stil eines der bekanntesten Häuser der Marke. Das Hotel Ukraine in Moskau gehört ebenfalls zur Marke. 2019 eröffnete ein Hotel auf dem georgischen Weingut Zinandali. In Italien wurden 2021 Hotels im historischen Palazzo Nani in Venedig sowie im Palazzo Bertarelli genannten Hauptsitz des Touring Club Italiano in Mailand eröffnet. In Deutschland existiert ein Hotel der Marke in Berlin, in dessen Lobby sich der AquaDom befand.

## Abbildungen

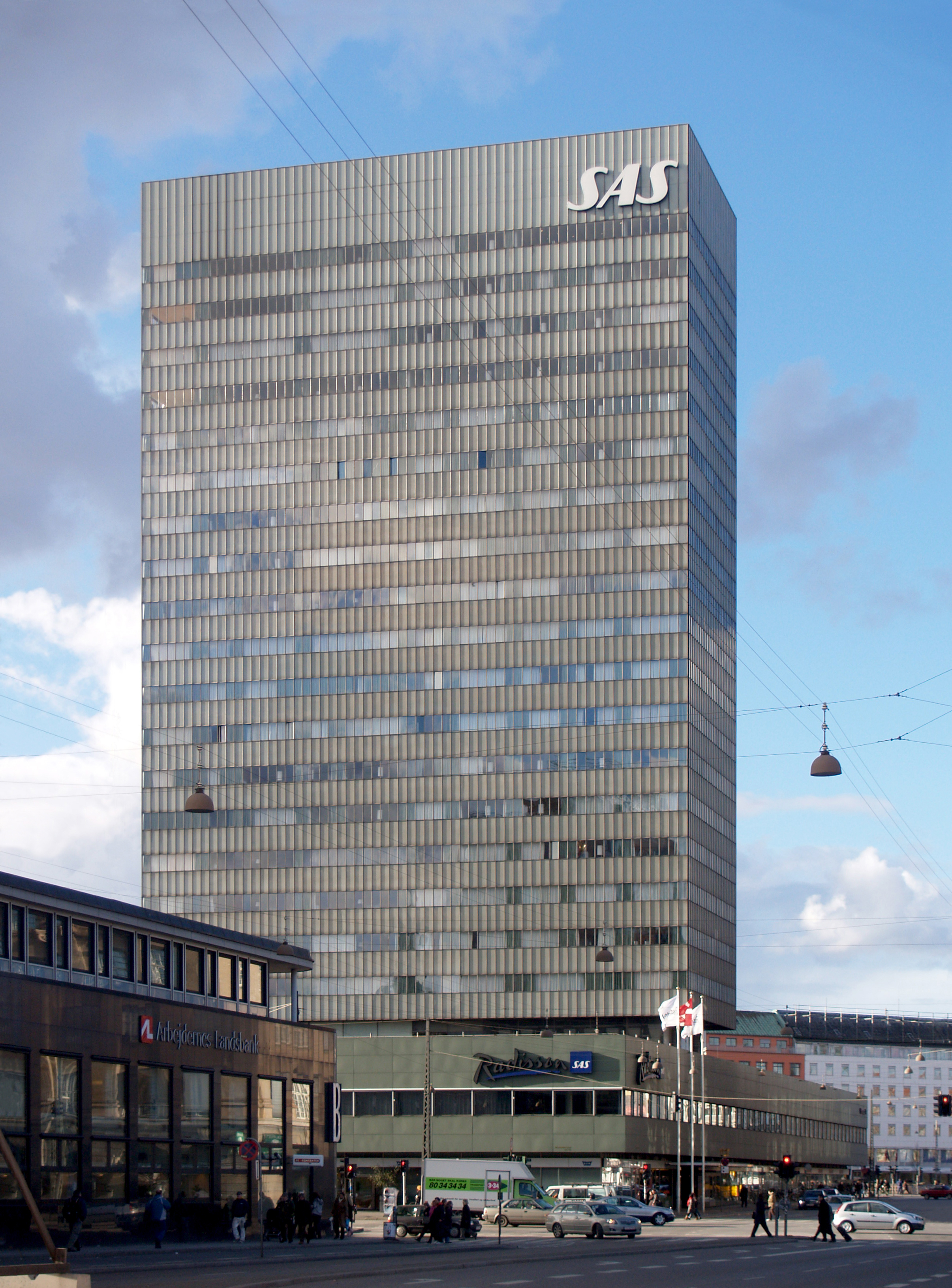
Radisson Collection Hotel, Royal Copenhagen am westlichen Rand des Tivoli
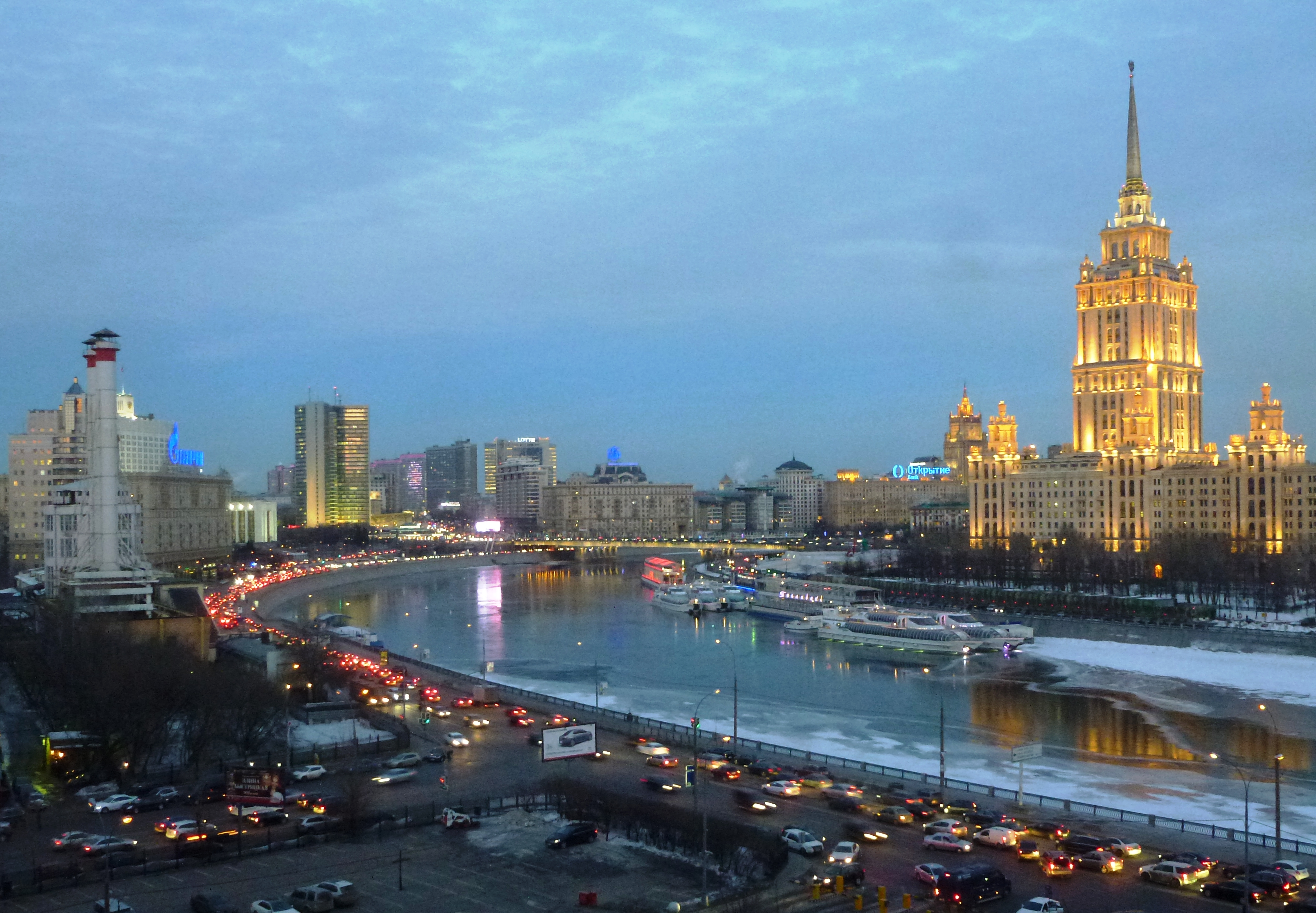
Radisson Collection Hotel, Moscow an der Moskwa
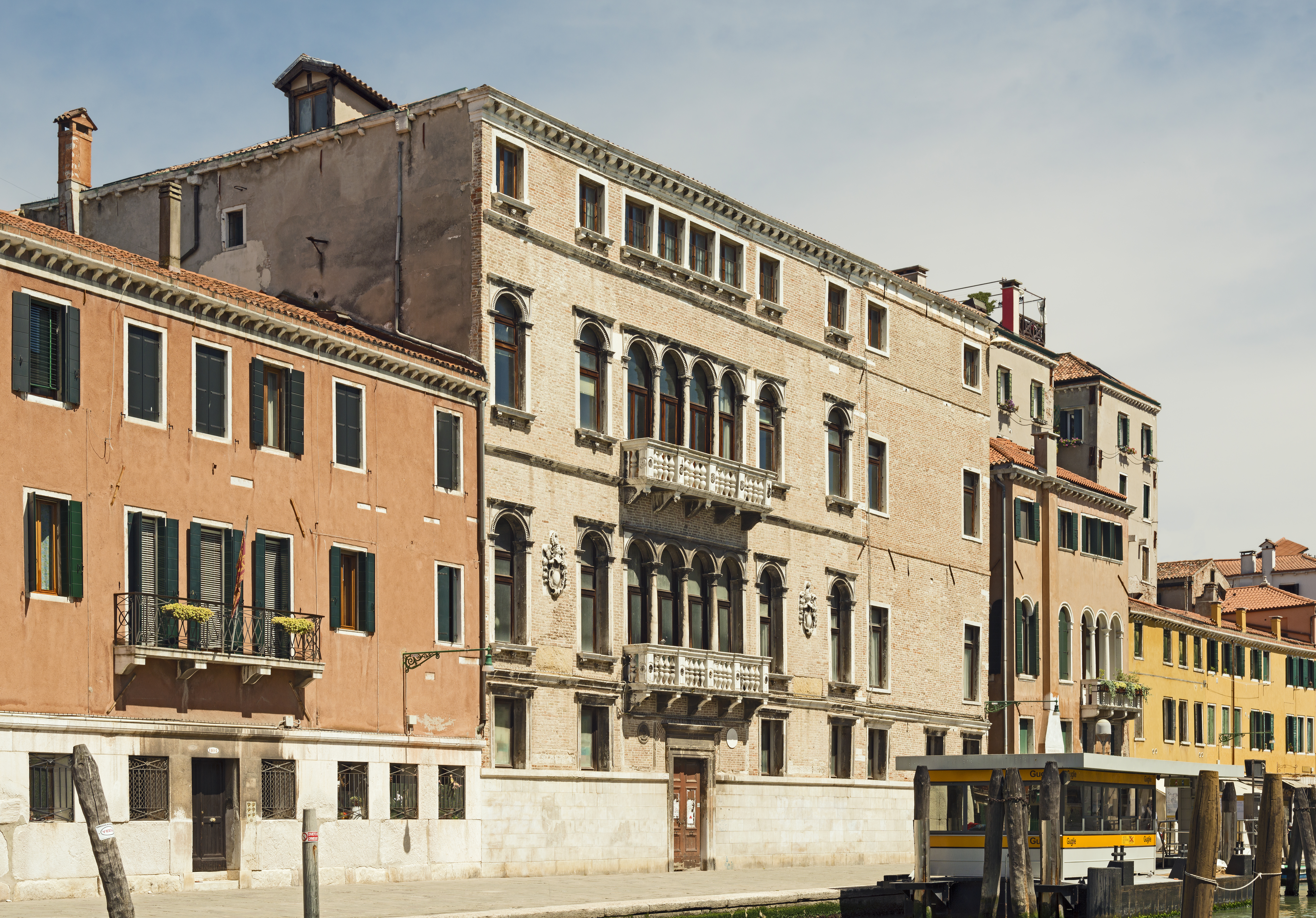
Der Palazzo Nani vor dem Umbau zum Radisson-Collection-Hotel
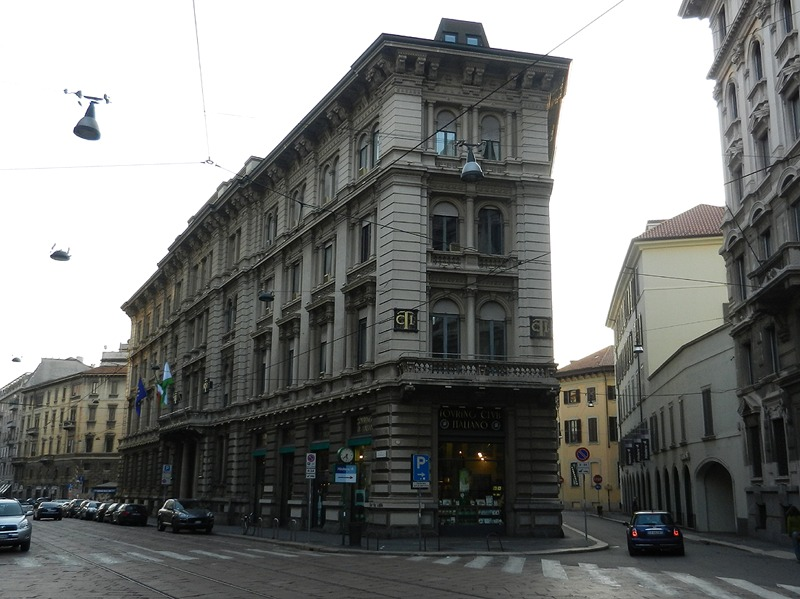
Palazzo Bertarelli in Mailand
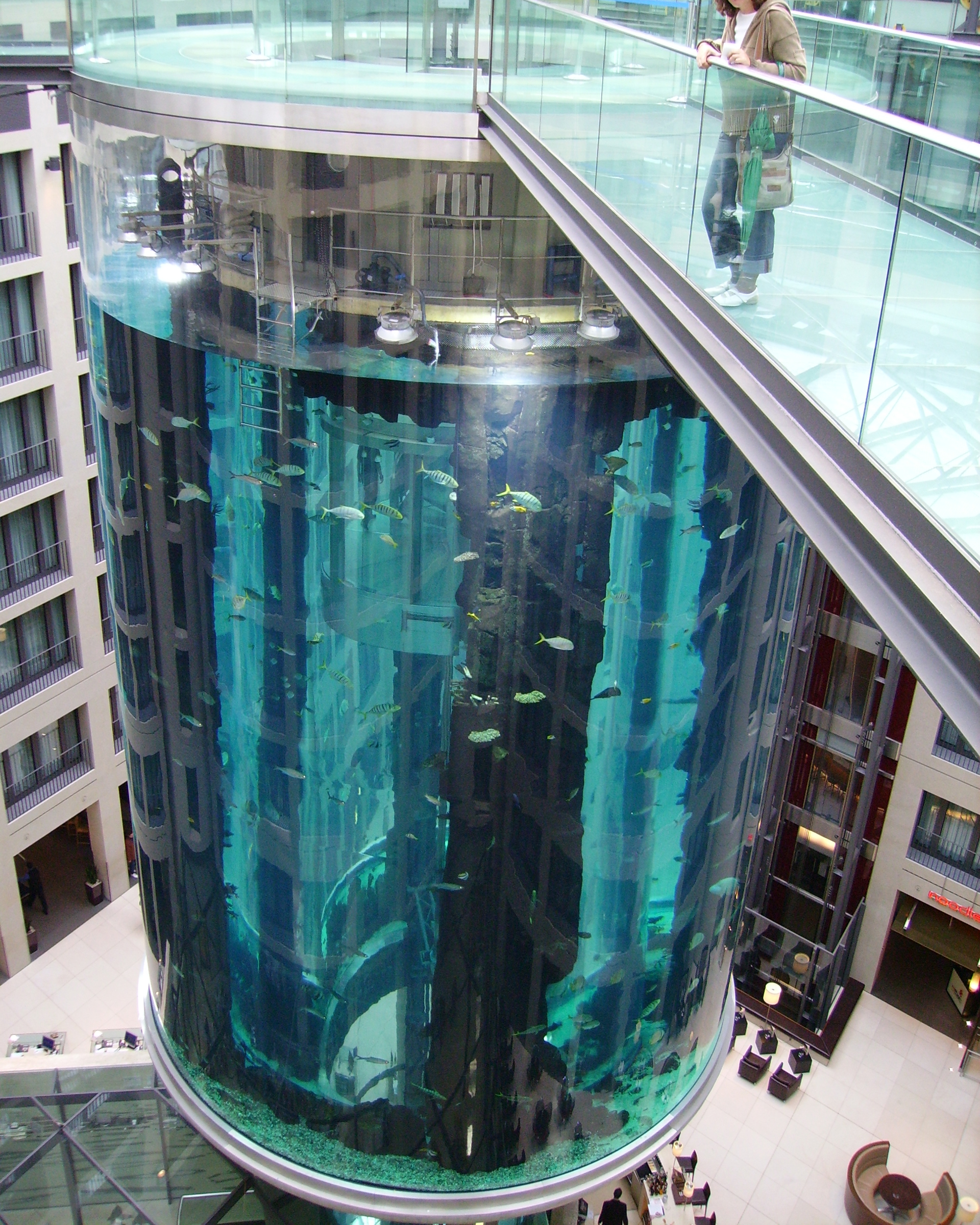
Der 2022 eingestürzte AquaDom in der Lobby des Berliner Hotels